# Weiten (Mettlach)
Weiten – dzielnica niemieckiej gminy Mettlach, w kraju związkowym Saara, w powiecie Merzig-Wadern, w Parku Natury Saar-Hunsrück, nad rzeką Leukbach i Zweibach, przy granicy z Nadrenią Północną-Westfalią. Dzielnica leży na wysokości 302–451 m n.p.m., ma powierzchnię 16,94 km² (największa dzielnica gminy), zamieszkuje ją 1 209 osób (2008).
Najwyższym punktem dzielnicy jest Langensteinchen, jest to również największe wzniesienie w kraju związkowym na lewym brzegu Saary.

## Historia
Weiten jest najstarszą miejscowością w całym powiecie. Pierwsze wzmianki (jako villa fidinis) pochodzą z 634 z testamentu Adalgisela Grimo. Dokument ten jest jednocześnie najstarszym zachowanym dokumentem w całej Nadrenii. Odkryto tutaj również rzymski grób, ołowiane rury wodociągowe oraz galijskie monety. Na podstawie tych znalezisk wnioskuje się, że to dzięki rozrostowi villi rustica powstała miejscowość. Do 1814 Weiten leżało na terenie Lotaryngii a następnie w pruskiej Nadrenii.
Weiten do 1 stycznia 1974 było gminą, wówczas dziesięć gmin zostało połączonych w jedną. W 1984 przez tydzień świętowano 1350-lecie miejscowości, w ten sposób wykształciło się coroczne święto Kaapesfescht.

### Polityka
Rada dzielnicy składa się z 9 członków, 8 należy do CDU a pozostały do SPD. Przewodniczącym rady jest Ollinger Dietmar z CDU.
Od 2001 oficjalną miejscowością partnerską Weiten jest Weiten w Austrii.

## Komunikacja
Miejscowość położona jest na skrzyżowaniu dróg L176 i L178, ok. 6 km od drogi krajowej B407 (w Kirf) i ok. 13 km od zjazdów 3 Perl-Borg i 4 Merzig-Wellingen z autostrady A8. Najbliższa stacja kolejowa znajduje się w Mettlach.
Głównymi ulicami są: Merziger Straße, Höhenstraße, Hubertusstraße, Luxemburger Straße i Trierer Straße.

## Obiekty
Zabytkami są:
- kościół parafialny pw. św. Huberta (St. Hubertus), z 1827
- krzyż pokutny z 1892
- kaplica pw. św. Lutwinusa (St. Lutwinus) z 1892

Ponadto w Weiten znajduje się szkoła podstawowa, przedszkole, jednostka straży pożarnej, cmentarz i oczyszczalnia ścieków.